# Македонското освободително дело
Македонското освободително дело (изписване до 1945 година: „Македонското освободително дѣло“) е брошура от 1900 година, издадена от Димо Хаджидимов в Лом, България. В нея се чете: 
| „ | ...Ще подеме, както и е подело вече, смело борбата за постижение на българския народ, каквито и колкото и да са те. То е прегърнало за сега и каузата на робите в неосвободената част на отечеството ни, което е един външен идеал за нашето Княжество. Македония!... нека го кажем в общи думи, въстанието в Македония, ще предизвика терор и кланета на жени, деца, старци, а понеже те ще са българи, сърби и др., но преимуществено българи, българското правителство, което и каквото да е то, ще се застъпи за тях и ако стане нужда ще скъса дипломатическите отношения — ще обяви война. | “ |